# Ajustaments per periodificació
L'ajustament per periodificació és l'amortització anticipada d'un préstec pel prestatari.
En el cas d'una hipoteques de seguretat (MBS), el pagament es percep com una forma de risc, perquè els deutes de la hipoteca se'n paguen abans de temps per tal d'aconseguir reduir els interessos totals dels pagaments a través d'un finançament més barat.